# Cutie Honey (filme)
Cutie Honey (キューティーハニー, Kyūtī Hanī) é um filme japonês em live-action realizado por Hideaki Anno e baseado no mangá Cutey Honey de Go Nagai. Foi lançado nos cinemas japoneses em 29 de maio de 2004.

## Elenco
- Eriko Sato como Honey Kisaragi/Cutie Honey
- Jun Murakami como Seiji Hayami
- Mikako Ichikawa como Natsuko Aki
- Eisuke Sakai como Sister Jill
- Mitsuhiro Oikawa como Black Claw
- Sie Kohinata como Cobalt Claw
- Hairi Katagiri como Gold Claw
- Mayumi Shintani como Scarlet Claw
- Ryo Kase como Todoroki
- Masaki Kyomoto como Ryo

## Banda sonora
- Abertura: Cutie Honey (キューティーハニー) interpretada por Kumi Koda.
- Encerramento: Into Your Heart interpretada por Kumi Koda.